# 兵庫県立円山川公苑

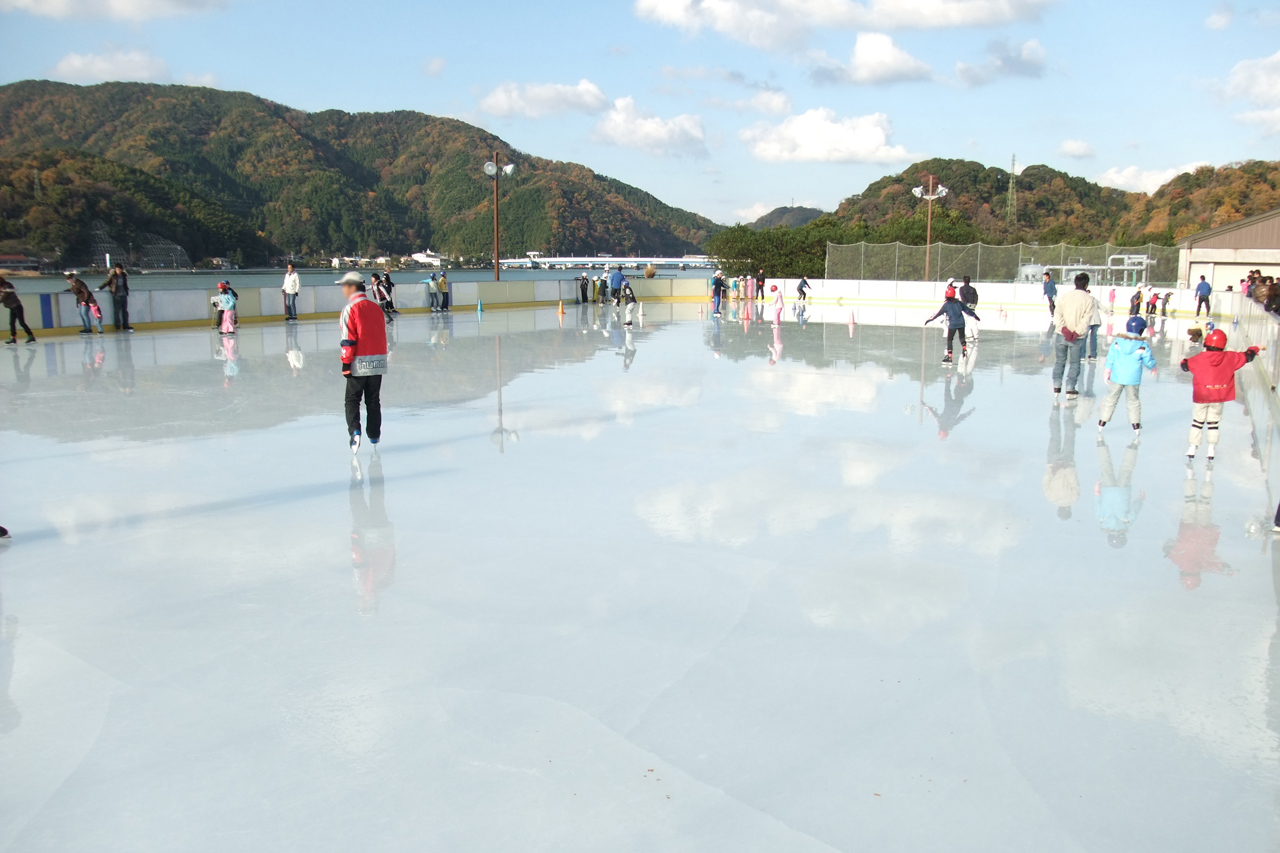
アイススケートリンク

兵庫県立円山川公苑（ひょうごけんりつまるやまがわこうえん）は、兵庫県豊岡市ある公立のスポーツ・レクリエーション施設。

## 概要
山陰海岸国立公園に指定された円山川の畔に位置し、豊かな自然に囲まれた総合アウトドア施設である。
園内には北近畿唯一の屋外スケートリンクをはじめ、ボートヤード、50mプールといった各種スポーツ施設や美術館などの文化施設を備えており、レクリエーション活動を通じて人や自然と触れ合う楽しさを体験することが出来る。
また苑外においても隣接する円山川・楽々浦（ささうら）湾でのリバーカヤック体験や山陰海岸国立公園内の洞門をめぐるシーカヤックツアーなど、様々なツアーイベントも実施されている。
小学校や子ども会など、各種団体に対しても各種スクール（プログラム）が開かれており、兵庫県下の250校を越える小学校が参加する「円山川公苑自然学校」や「スケートリンクオープニングイベント」等も開催される。

## 競技大会
サッカー、カヌーポロ、アイスホッケーの各競技会「円山川公苑カップ」
- 兵庫Jrアイス ホッケー大会
- 但馬少年サッカー大会
- 甲子園ジョイントカップ - 水上のカヌーでボールを追う「カヌーポロ」

## 実施されるスクール
- 円山川公苑自然学校（団体）
- スケートリンクオープニングイベント（団体）

## 施設

### 屋外施設
- ボートヤード - （3月下旬～11月下旬）
  - カヤック - 106艇
  - カナディアンカヌー - 28艇
  - カッター - 7艇
  - シェルフォア - 6艇、
  - シングルスカル - 5艇
- 屋外アイススケートリンク - （11月下旬～3月初旬）
  - スケート靴の貸し出し、怪我防止のため要手袋
- インラインスケートコート - （4月～11月中旬）
  - レンタルシューズ有り
- 50mプール - 8コース、最大水深1.65m（7月上旬～8月下旬）
  - 幼児、小学生用有り
- センター広場（芝生広場） - いこいのベンチ、少年サッカー、イベントなど
- リバーサイドパーク（県民の森）
- ゲートボール場
- 無料駐車場（200台）

### 屋内施設
- ロビー
- 美術館 - 各種展覧会（ひょうごっ子ココロンカードの対象施設。）
- 男女各更衣室
  - 返却式コインロッカー
  - 温水シャワー室
- 多目的スタジオ - 定員45名
- 貸靴室
- 談話室
- レストラン「テラス」
- 喫茶「リバー」

## 周辺情報
- 日和山海岸
  - 城崎マリンワールド
- 城崎温泉駅
  - 城崎温泉
- 気比の浜海水浴場

## 交通アクセス
- JR山陰本線「城崎温泉駅」より全但バス「気比」行き乗車「絹巻神社」下車、 徒歩約10分
- JR山陰本線「城崎温泉駅」より全但バス「日和山」行き乗車「小島」下車、 徒歩約20分

## 所在地
- 兵庫県豊岡市小島1163